# Ecorregión terrestre del monte de llanuras y mesetas
La ecorregión terrestre monte de llanuras y mesetas (en inglés Argentine Low Monte) (NT0802) es una georregión ecológica situada en sierras, mesetas, y llanuras del centro-oeste de la Argentina. Se la incluye entre los pastizales, sabanas, y matorrales templados del neotrópico de la ecozona Neotropical.
Si bien internacionalmente se unifican los dos "montes" en sólo una ecorregión: (Argentine Monte) (NT0802), algunos especialistas (no solo argentinos) las separan en dos.

## Distribución

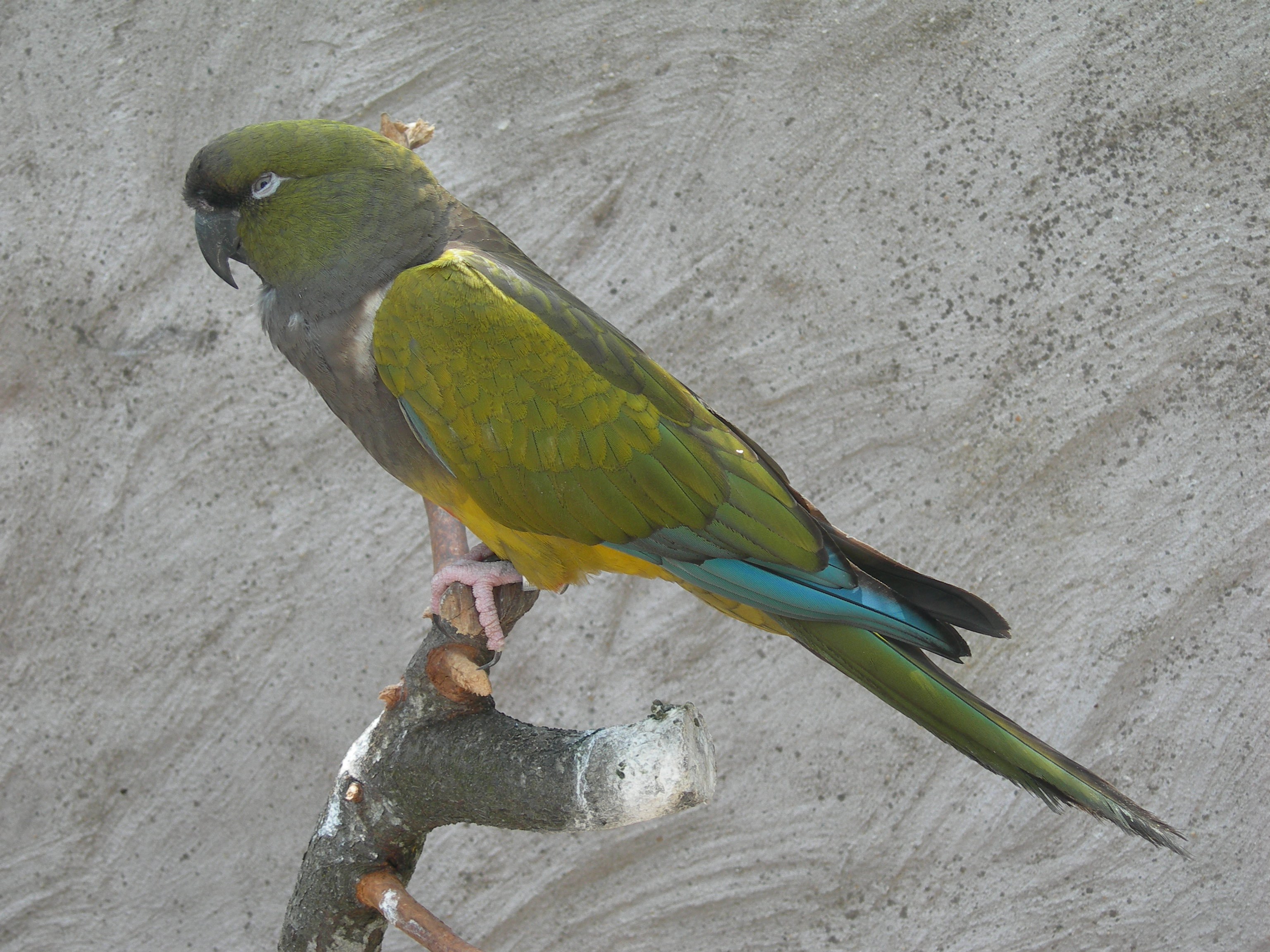
El loro barranquero patagónico es abundante en esta ecorregión.

Esta ecorregión exclusiva de la Argentina se encuentra desde el sudeste de San Juan, San Luis, este de Mendoza, sur de Buenos Aires, oeste de La Pampa, este de Neuquén, gran parte del Río Negro, y el noreste de Chubut.
Hacia el este limita con el mar Argentino del océano Atlántico; hacia el noreste limita con la Ecorregión terrestre de las pampas semiáridas, hacia el norte limita con la del monte de sierras y bolsones, hacia el oeste y sur limita con la de la estepa patagónica. La península Valdés suele ser también incluida en esta última, aunque está separada del cuerpo principal de esa ecorregión por una ancha franja perteneciente a la ecorregión terrestre del monte de llanuras y mesetas.

## Características geográficas
Prevalecen los paisajes de llanura y extensas mesetas escalonadas con alturas que oscilan entre el nivel del mar y los 1000 m s. n. m.

## Características biológicas

### Flora
Esta ecorregión se define en base al distrito fitogeográfico del monte de llanuras y mesetas que cubre la mitad austral de la provincia fitogeográfica del monte. 
Aquí dominan ampliamente las jarillas y la brea del monte (Parkinsonia praecox spp. glaucum), junto a otros arbustos, entre los que destacan varias especies del género Prosopis de pequeño porte (ej: Prosopis alpataco). Las grandes cactáceas están ausentes.

### Fauna
Mamíferos
Entre las especies de mamíferos son comunes el zorro gris o chilla (Lycalopex griseus), el guanaco austral (Lama guanicoe guanicoe), el puma argentino (Puma concolor cabrerae), y variadas especies de roedores como la mara.
Aves
Entre las aves más comunes se encuentran la calandria mora, el loro barranquero patagónico, varias rapaces, el águila mora, y el halcón peregrino; pequeñas aves como el gallito arena, el cachalote pardo, el coludito cola negra, canastero patagónico, etc. Muchas especies son endemismos reproductivos de esta ecorregión, migrando hacia el norte en el invierno, como la viudita chica, la monjita castaña, el gaucho chico, etc.
Reptiles
Entre los reptiles se encuentra la tortuga terrestre patagónica (Chelonoidis chilensis).